# Caledoniella gonodactyli
Caledoniella gonodactyli is een slakkensoort uit de familie van de Vanikoridae. De wetenschappelijke naam van de soort is voor het eerst geldig gepubliceerd in 1912 door Preston.